# Nong Suea (huyện)
Nong Suea (tiếng Thái: หนองเสือ) là một huyện (amphoe) ở phía đông của tỉnh Pathum Thani, miền trung Thái Lan.
Ở huyện này có một hồ nước trước đây hổ thường lui tới để uống nước. Do đó, dân của huyện đã đặt tên hồ này là Nong Suea.

## Địa lý
Các huyện giáp ranh (từ phía bắc theo chiều kim đồng hồ) là Wang Noi của Ayutthaya Province, Nong Khae và Wihan Daeng của Saraburi Province, Ban Na và Ongkharak của tỉnh Nakhon Nayok, và Thanyaburi và Khlong Luang của tỉnh Pathum Thani.

## Hành chính
Huyện này được chia thành 7 phó huyện (tambon), các đơn vị này lại được chia ra thành 70 làng (muban). Nong Suea là thị trấn (thesaban tambon) và nằm trên một phần của tambon Nong Suea. Có 7 Tổ chức hành chính tambon.
| Nr. | Tên           | Tên tiếng Thái | Số làng |  |
| --- | ------------- | -------------- | ------- |  |
| 1.  | Bueng Ba      | บึงบา           | 9       |  |
| 2.  | Bueng Bon     | บึงบอน          | 9       |  |
| 3.  | Bueng Ka Sam  | บึงกาสาม        | 9       |  |
| 4.  | Bueng Cham O  | บึงชำอ้อ         | 12      |  |
| 5.  | Nong Sam Wang | หนองสามวัง      | 13      |  |
| 6.  | Sala Khru     | ศาลาครุ         | 10      |  |
| 7.  | Noppharat     | นพรัตน์          | 8       |  |